# Tančící královna
Tančící královna (v britském originále Dancing Queen) je britská filmová komedie z roku 1993. Režisérem filmu je Nick Hamm. Hlavní role ve filmu ztvárnili Rik Mayall, Helena Bonham Carter, Serena Gordon, Dorothy Tutin a Nathaniel Parker.

## Obsazení
| Rik Mayall           | Neil          |
| Helena Bonham Carter | Pandora/Julie |
| Serena Gordon        | Sophie        |
| Dorothy Tutin        | Margaret      |
| Nathaniel Parker     | Nigel         |
| Martin Clunes        | Donald        |
| Bill Cashmore        | policista     |
| Judith Barker        | dáma s lístky |